# 引火点
引火点（いんかてん、英: flash point）とは、物質が揮発して空気と可燃性の混合物を作ることができる最低温度。

## 概要
引火とは、可燃性液体または可燃性固体を加熱し続けたときに小さな点火炎で燃焼を始める現象をいう。引火点は一般的には可燃性液体についてその蒸気が空気と混合して最少濃度の可燃性ガスを生じるようになる最低温度（引火が起こる最低温度）をいい、可燃性液体の火のつきやすさの指標として用いられる。引火点は国連勧告及びGHSに基づく危険物分類、SDS記載項目、消防法の危険物確認試験などで物質の重要な特性の一つとなっており、日本産業規格（JIS K2265-1の3.1項）に定める引火点試験では引火点は「規定条件下で引火源を試料蒸気に近づけたとき、試料蒸気が閃光を発して瞬間的に燃焼し、かつ、その炎が液面上を伝播する試料の最低温度を 101.3kPa の値に気圧補正した温度」と定義されている。
引火点は一般的には空気中で測定された標準気圧での値で表される。引火点と圧力の関係は、同調圧力が下がると引火点は低くなり、大気圧力が高くなると引火点も高くなる関係にある。
ただ、引火点の状態では可燃性液体の蒸気の含有率が最小のため燃焼は継続しない。可燃性液体がさらに加熱され5秒以上燃焼を継続する状態になる最低温度を燃焼点という（燃焼点の温度は引火点よりも必ず高い）。可燃性液体の燃焼はその蒸気と空気との混合物として燃焼するが、可燃性液体からの蒸気の割合は多すぎても少なすぎても燃焼せず、この含有率が最小の時の値を燃焼下限界（このときの温度が引火点）、最大の時の値を燃焼上限界といい、その間を燃焼範囲という。
可燃性物質はさらに加熱していくと火源がなくても発火燃焼し、その最低温度を発火点（発火温度）という。
引火点や燃焼点は引火性に関する指標、発火点（発火温度）は着火性に関する指標である。

## 危険性評価試験

### 測定法
引火点の測定法を大別すると密閉式と開放式がある。密閉式の場合、試料に蓋をして、蓋を通して点火源を出し入れする構造になっている。
密閉型の試験器には、タグ式、迅速平衡式（セタ式）、ペンスキー・マルテンス式があり、開放型の試験器にはクリーブランド式がある。
タグ密閉法
非平衡密閉式の試験法で、ガソリンや灯油などの比較的引火点の低い（93°C以下）石油製品に用いられる。粘性が高かったり、不均質な試料には使えない。日本ではJIS K 2265-1:2007で規定されているが、対応する国際規格はない。
迅速平衡密閉法
セタ密閉式ともいう。石油や溶剤など幅広く用いられる。また、固体試料の測定が可能な試験方法でもある。国際規格としてISO 3679:2004があり、日本ではJIS K 2265-2:2007で規定されている。
ペンスキーマルテンス密閉法
平衡密閉式の試験法で、主に原油や重油などの燃料油に用いられる。均等に熱が行き届くよう、試料は常に撹拌されながら徐々に加熱されていき、一定の間隔で炎が器に向けられる。国際規格としてISO 2719:2002があり、日本ではJIS K 2265-3:2007で規定されている。
クリーブランド開放法
開放式の試験法で、おもに潤滑油などの引火点の高い（79°C超）石油製品に用いられる。国際規格としてISO 2592:2000があり、日本ではJIS K 2265-4:2007で規定されている。

### 引火点の推算
産業界で用いられる物質は単一物質（純物質）よりも混合物や化合物などが多いが、すべての取扱物質について評価試験を行うとコストがかかりすぎるため、化学構造が類似した物質から引火点を推算して参考としている。

## 引火点と物性

### 危険物の分類
アメリカ合衆国では引火点が華氏100度（摂氏37.8度）以下の液体を引火性(flammable)、それ以上の液体を可燃性(combustible)と区分する。また日本の消防法では、第4類危険物（引火性液体）をその引火点に応じてさらに区分して数量規制を行っている。

### 内燃機関
| 燃料              | 引火点     | 発火点 |
| ----------------- | ---------- | ------ |
| エタノール (70 %) | 16.6°C     | 363°C  |
| ガソリン          | -43°C      | 246°C  |
| 軽油              | >62°C      | 210°C  |
| ジェット燃料      | >60°C      | 210°C  |
| ケロシン          | >38 - 72°C | 220°C  |
| 植物油            | 327°C      |        |
| バイオディーゼル  | >130°C     |        |

ガソリンエンジンは火花点火内燃機関の一種で、点火プラグからの火花によって点火するエンジンである。
ガソリンはその蒸気が燃焼範囲に収まるように空気と混合され、圧縮によって引火点より高い温度まで加熱されて、点火プラグで着火する。しかし適切なタイミングよりも前に、燃焼室内の熱によって発火しては困る。したがってガソリンは「低い引火点」と「高い発火点」を持つことが要求される。
一方、圧縮着火内燃機関の一種であるディーゼルエンジンには点火源がなく、その代わりに圧縮比が高い。
まず空気が圧縮されて温度がディーゼル燃料（軽油・重油）の発火点を上回る。そこへ高圧の燃料が燃焼範囲になるよう噴射され、発火する。したがって、ディーゼル燃料には「高い引火点」と「低い発火点」を持つ事が要求される。